# Rue des Guillemites
La rue des Guillemites est une voie du 4e arrondissement de Paris, en France.

## Situation et accès
La rue des Guillemites d'une longueur de 88 mètres est située dans le 4e arrondissement quartier Saint-Gervais, et commence au 10, rue Sainte-Croix-de-la-Bretonnerie et finit au 9, rue des Blancs-Manteaux.
Le quartier est desservi par les lignes 1 et 11 à la station Hôtel de Ville.

## Origine du nom
Cette rue porte le nom des ermites de Saint-Guillaume, également appelés « Guillemites » qui, en 1297, vinrent habiter le couvent des Blancs-Manteaux sur lequel elle a été ouverte.

## Historique
En 1790, le couvent des Blancs-Manteaux devient propriété nationale et est supprimé. Les bâtiments et jardins sont vendus les 12 vendémiaire (3 octobre 1796) et 8 prairial an V (27 mai 1797). Le second contrat de vente, du 8 prairial an V qui comprenait le cloître et autres bâtiments, prévoyait que « l'adjudicataire sera tenu de fournir, et ce sans indemnité, le terrain nécessaire pour l'ouverture d'une nouvelle rue ».
Une décision ministérielle signée Chaptal en date du 28 pluviôse an X (17 février 1802) autorise l'ouverture de cette voie dénommée « rue des Guillemites » et fixe sa largeur à 10 mètres.
Le percement de la rue entre la rue des Blancs-Manteaux et la rue de Paradis-au-Marais est réalisé dans les années qui suivent. Une ordonnance royale du 12 juillet 1837 maintient la largeur primitive de la rue.
Au XIXe siècle et, avant 1868, la rue des Guillemites, d'une longueur de 55 mètres, qui était située dans l'ancien 7e arrondissement, quartier du Mont-de-Piété, commençait aux 10-12, rue des Blancs-Manteaux et finissait aux 5-7, rue de Paradis.
Les numéros de la rue étaient noirs. Le dernier numéro impair était le no 3 et le dernier numéro pair était le no 6.
En 1868, la rue des Singes et la rue des Guillemites sont réunies,.
Les maisons du nord de la rue sont atteintes par le bombardement du 26 août 1944.
De 1868 à 1952, la rue des Guillemites relie la rue Sainte-Croix-de-la-Bretonnerie à la rue des Francs-Bourgeois.
Toutefois, un arrêté du 6 mai 1952 déclasse et supprime la partie de la rue des Guillemites, entre les rues des Blancs-Manteaux et des Francs-Bourgeois. Le square Charles-Victor-Langlois est aménagé à son emplacement.
Une partie de cette rue est toutefois rouverte à l'occasion du remembrement de l'îlot en 1955, actuelle rue de l'Abbé-Migne.
Depuis 1952, la rue débute rue Sainte-Croix-de-la-Bretonnerie et se termine rue des Blancs-Manteaux.

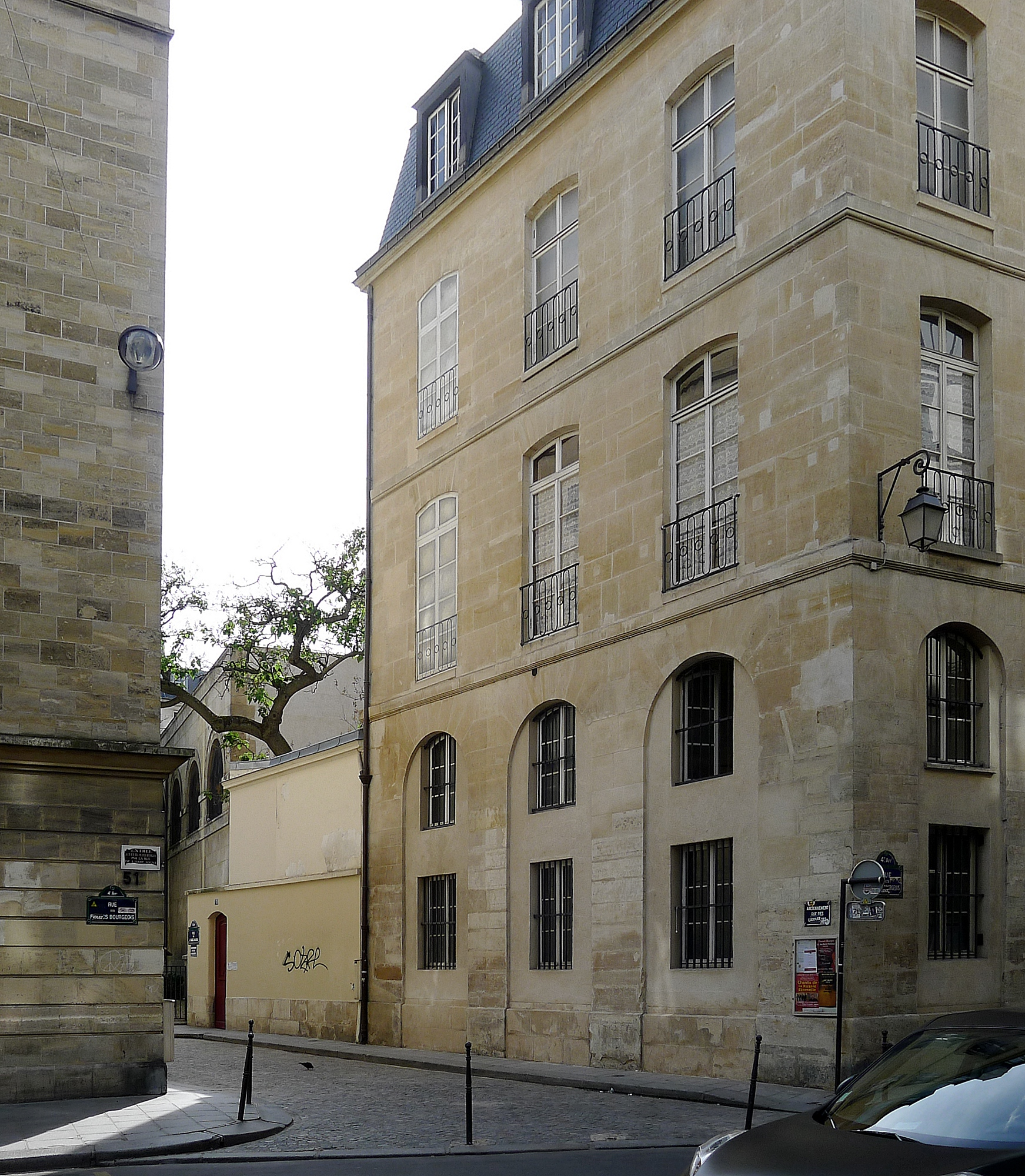
Ancienne entrée nord de la rue des Guillemites, actuellement rue de l'Abbé-Migne.
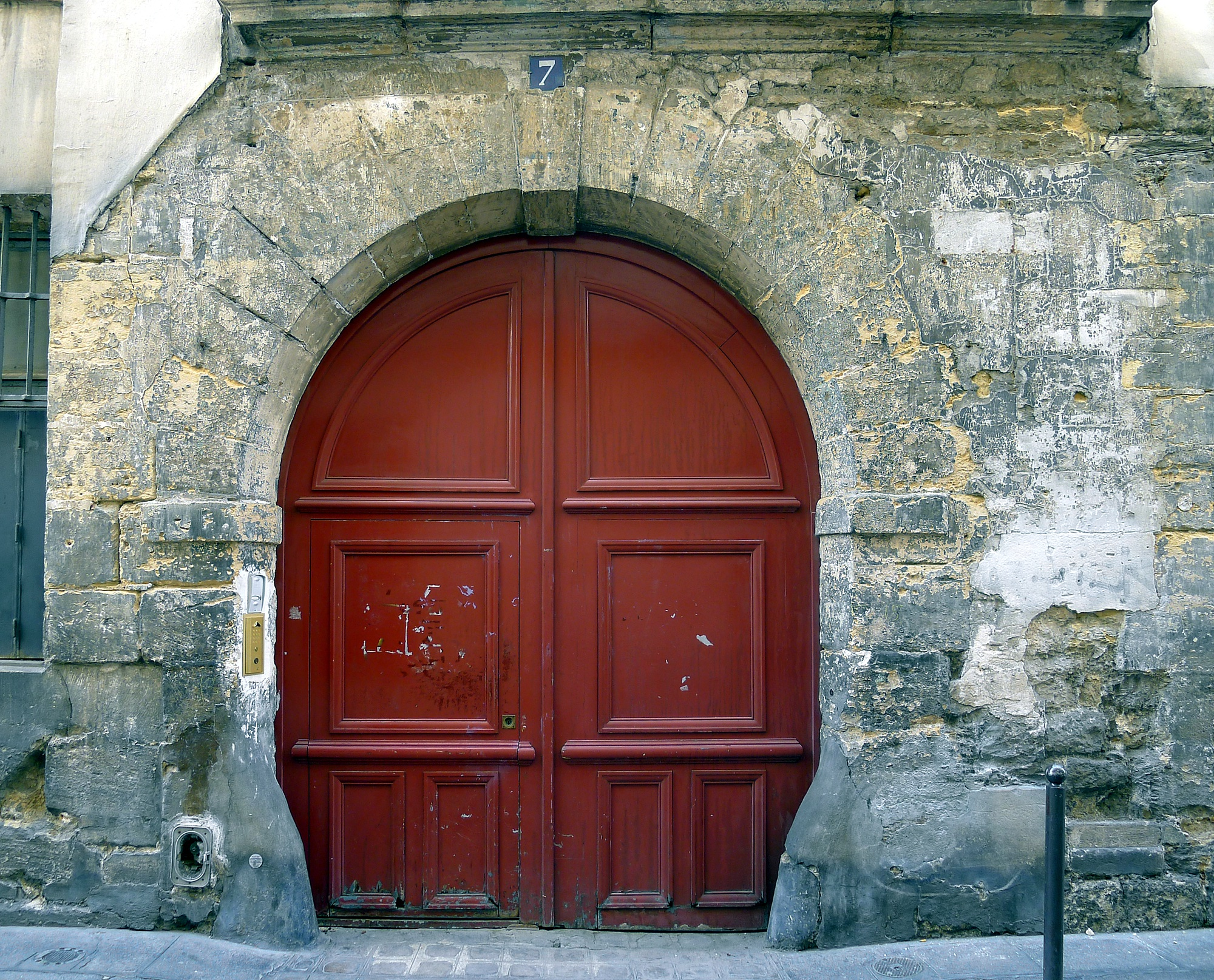
No 7 : portail.